# Lupo Alberto (série animada)
Lupo Alberto (em Portugal, Lobo Alberto) é uma série de animação italiana produzida em 1997 e 1998 pela The Animation Band em co-produção com Rai, inspirada no personagem homônimo e na série de quadrinhos de mesmo nome criada por Silver (Guido Silvestri); duas temporadas foram produzidas para um total de 104 episódios, cada um com duração de sete minutos. A primeira temporada é de 1997 e terminou em 1998 e a segunda temporada é de 2002.
A primeira série foi produzido por Rai Fiction, The Animation Band, France 2, Europool e Les Armateurs enquanto a segunda sempre por Rai Fiction e The Animation Band mas, desta vez, distribuído pela Mondo TV.
A tema de abertura da segunda série é cantada por Gianna Nannini foi escrita com Vic Vergeat. No Brasil, a série foi exibida na TV Cultura. Em Portugal, deu na RTP2, dobrado em português, e no Canal Panda na dobragem castelhana e com legendagem portuguesa. 

## Personagens
- Lupo Alberto
- Mosè
- Marta
- Enrico La Talpa
- Alcide
- Glicerina
- Alfredo
- Lodovico
- Krug
- Alice
- Cesira La Talpa

## Dublagem
| Personagem      | Vozes originais italianas                  | Vozes originais italianas                                  |  |
| Personagem      | Primeira temporada                         | Segunda temporada                                          |  |
| --------------- | ------------------------------------------ | ---------------------------------------------------------- |  |
| Lupo Alberto    | Francesco Salvi                            | Mino Caprio                                                |  |
| Mosè            | Tony Fuochi                                | Saverio Moriones                                           |  |
| Marta           | Lella Costa                                | Beatrice Margiotti                                         |  |
| Enrico La Talpa | Paolo Torrisi †                            | Paolo Torrisi †                                            |  |
| Alcide          | Flavio Arras                               | Mario Bombardieri                                          |  |
| Glicerina       | Luca Bottale                               | Mino Caprio                                                |  |
| Lodovico        | Alberto Olivero                            | Massimo De Ambrosis                                        |  |
| Alfredo         | Alberto Olivero                            | Manfredi Aliquò                                            |  |
| Krug            | Alberto Olivero                            | Saverio Moriones                                           |  |
| Odoardo         | Alberto Olivero                            | Riccardo Deodati                                           |  |
| Cesira La Talpa | Roberta Gallina Laurenti                   | Mariadele Cinquegrani                                      |  |
| Alice           | ?                                          | Giorgina Pazi                                              |  |
| Ausonia         | ?                                          | Giorgina Pazi                                              |  |
| Esmeralda       | Paola Bonomi                               | Giorgina Pazi                                              |  |
| Ursula          | Dania Cericola                             | Beatrice Margiotti                                         |  |
| Omar            | ?                                          | Fabrizio Mazzotta                                          |  |
| Gustavo         | Luca Bottale                               |                                                            |  |
| Várias vozes    | Alberto Olivero Luca Bottale Paolo Torrisi | Fabrizio Mazzotta Monica Ward Luigi Ferraro Paolo Lombardi |  |

## Home video
A Mondo TV lançou todos os episódios da primeira temporada em 9 VHS ou 3 DVDs (estes são ricos em conteúdo especial e em algumas tabelas criadas por Silver).
Os episódios da segunda temporada foram novamente Mondo TV. Para esta edição, ele não usou nenhum suporte VHS, limitado à distribuição de DVD. Desses, possui apenas 2 produtos, incluindo os primeiros 18 episódios (9 episódios cada) e não tratam nenhum evento em um caixão.
A conseqüência de tudo isso é que os episódios da segunda temporada são muito difíceis de encontrar, mesmo na Internet. Nos DVDs, apenas os idiomas italiano e inglês.